# Eleccions legislatives letones de 2014
Les eleccions legislatives letones de 2014 es van celebrar el 4 d'octubre de 2014 a Letònia.

## Antecedents
Després de les eleccions parlamentàries de 2011, el primer ministre sortint i líder del partit conservador, Unitat, Valdis Dombrovskis, va ser reelegit al capdavant del govern, amb el suport d'una coalició formada per Unitat, Partit de la Reforma i l'Aliança Nacional. Tanmateix, després de la tragèdia succeïda per l'enfonsament d'un supermercat a Riga al novembre de 2013, Dombrovskis va anunciar la seva dimissió i va ser reemplaçat per la ministra d'agricultura Laimdota Straujuma, també membre del partit Unitat, que va formar un nou govern amb el suport dels tres partits que ja formaven part de la coalició anterior i la Unió de Verds i Agricultors.

## Resultats
Les eleccions es van celebrar un any abans, en virtut de l'article 13 de la Constitució de Letònia, i atès que les eleccions anteriors s'havien celebrat per endavant, la durada del mandat dels diputats havia estat de tres anys en lloc dels quatre ordinaris.
El guanyador de les eleccions va ser la coalició Partit Socialdemòcrata «Harmonia» que va obtenir el 23,00% dels vots i 24 escons.
|         |                                                                          |         |       |          |     |  |  |  |  |  |  |  |  |  |
| Partits | Partits                                                                  | Vots    | %     | Escons   | +/- |  |  |  |  |  |  |  |  |  |
|         | Partit Socialdemòcrata "Harmonia" (Sociāldemokrātiskā Partija „Saskaņa”) | 209,887 | 23.00 | 24 / 100 | 7   |  |  |  |  |  |  |  |  |  |
|         | Unitat (Vienotība)                                                       | 199,535 | 21.87 | 23 / 100 | 19  |  |  |  |  |  |  |  |  |  |
|         | Unió de Verds i Agricultors (Zaļo un Zemnieku savienība)                 | 178,210 | 19.53 | 21 / 100 | 8   |  |  |  |  |  |  |  |  |  |
|         | Aliança Nacional (Nacionālā Apvienība)                                   | 151,567 | 16.61 | 17 / 100 | 3   |  |  |  |  |  |  |  |  |  |
|         | Per Letònia des del Cor (No sirds Latvijai)                              | 62,521  | 6.85  | 7 / 100  | Nou |  |  |  |  |  |  |  |  |  |
|         | Associació Letona de Regions (Latvijas Reģionu Apvienība)                | 60,812  | 6.66  | 8 / 100  | Nou |  |  |  |  |  |  |  |  |  |
|         | Unió Russa de Letònia (Latvijas Krievu savienība)                        | 14,390  | 1.59  | 0 / 100  | =   |  |  |  |  |  |  |  |  |  |
|         | Units per Letònia (Vienoti Latvijai)                                     | 10,788  | 1.19  | 0 / 100  | Nou |  |  |  |  |  |  |  |  |  |
|         | Desenvolupament de Letònia Latvijas attīstībai                           | 8,156   | 0.90  | 0 / 100  | Nou |  |  |  |  |  |  |  |  |  |
|         | Nou Partit Conservador Jaunā konservatīvā partija                        | 6,389   | 0.70  | 0 / 100  | Nou |  |  |  |  |  |  |  |  |  |
|         | Llibertat. Lliure de por, odi i ira                                      | 1,735   | 0.19  | 0 / 100  | =   |  |  |  |  |  |  |  |  |  |
|         | Creixement Izaugsme                                                      | 1,515   | 0.17  | 0 / 100  | Nou |  |  |  |  |  |  |  |  |  |
|         | Sobirania                                                                | 1,033   | 0.11  | 0 / 100  | Nou |  |  |  |  |  |  |  |  |  |
| Total   | Total                                                                    | 916,469 | 100.0 | 100      |     |  |  |  |  |  |  |  |  |  |